# Cimmeri

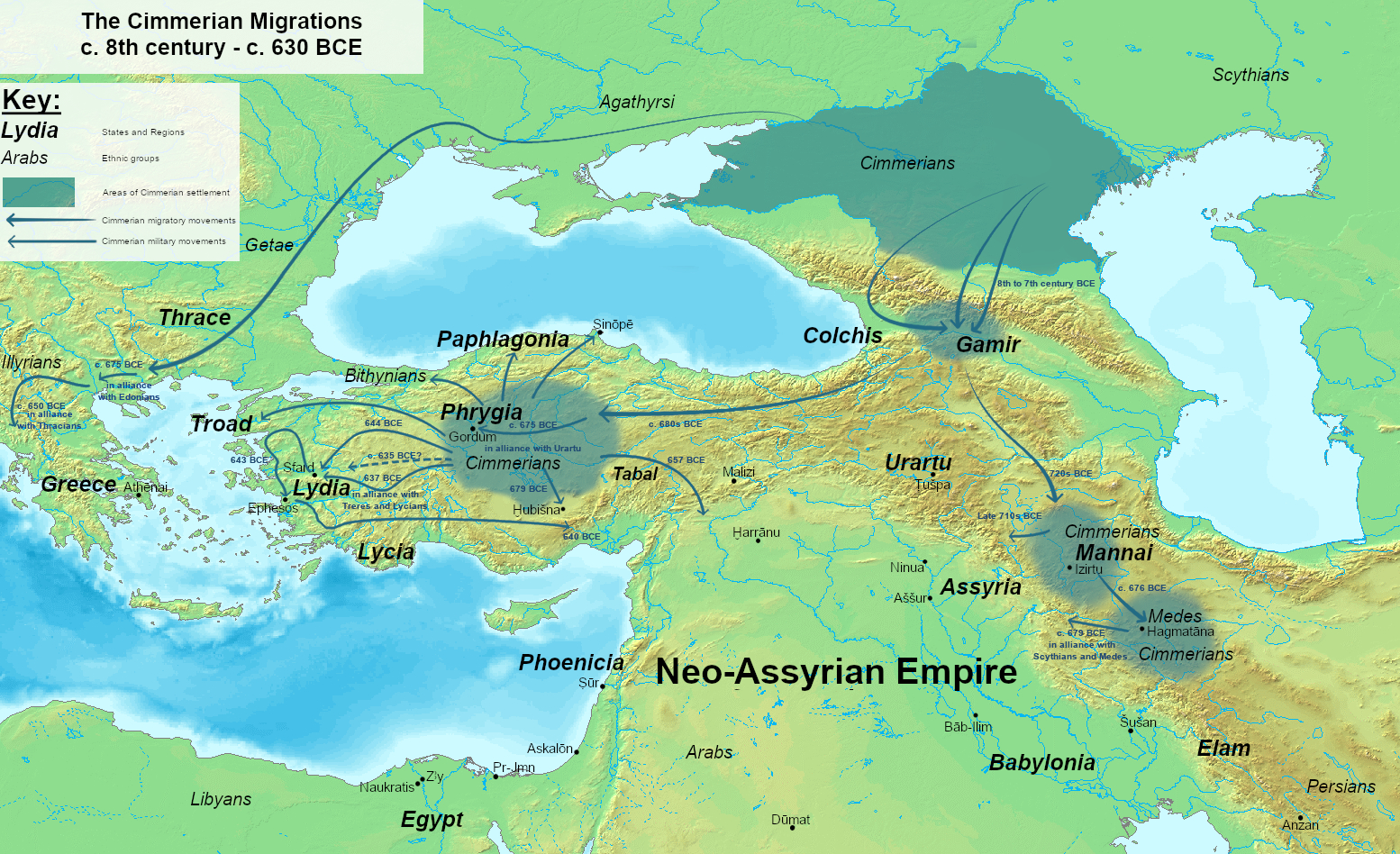
Direttrici di migrazione dei Cimmeri

I Cimmeri erano un antico popolo nomade equestre iranico orientale, originario della steppa del Mar Caspio, parte del quale migrò successivamente in Asia occidentale. Sebbene i Cimmeri fossero culturalmente simili agli Sciti, costituivano un'unità etnica separata da quest'ultimi, i quali soppiantarono e sostituirono i Cimmeri stessi nella loro area d'origine. 
I Cimmeri vengono designati come un insieme di tribù, probabilmente affini agli iranici delle steppe.
I Cimmeri stessi non hanno lasciato alcuna documentazione scritta e la maggior parte delle informazioni su di loro deriva da documenti assiri dell'VIII-VII secolo a.C. e da autori greco-romani del V secolo a.C. e successivi.

## Etimologia
Il nome Cimmeri deriva dal latino Cimmerii, a sua volta derivato dal greco antico Κιμμεριοι (Kimmerioi), di origine infine incerta per la quale sono state avanzate varie proposte:
- secondo János Harmatta, deriverebbe dall'iranico antico *Gayamira, che significa "unione di clan".[2]
- Sergey Tokhtasyev e Igor Diakonoff lo fanno derivare da un termine iranico antico *Gāmīra o *Gmīra, che significa "unità mobile"[3]
- Askold Ivantchik fa derivare il nome dei Cimmeri da una forma originaria *Gimĕr- o *Gimĭr-, di significato incerto.[4]

Il nome dei Cimmeri è attestato in accadico, così come cuneiforme assiro, com mat Gimirrāya, e nella forma גֹּמֶר (Gōmer) in ebraico.

## Nella storia

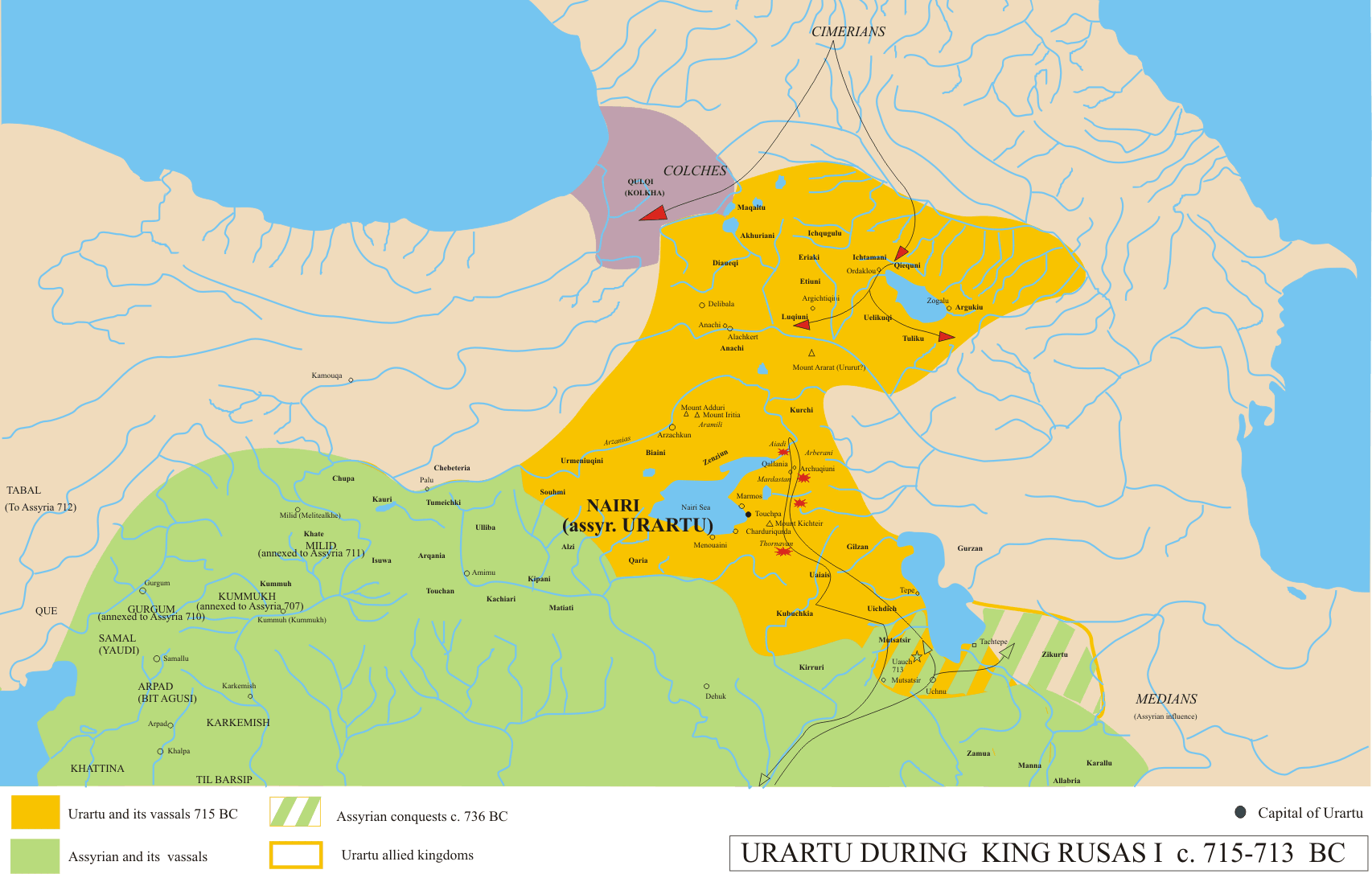
Mappa dell'invasione cimmeria in Colchide, Urartu e nell'Assiria.

I Cimmeri facevano originariamente parte di un più ampio gruppo di popolazioni nomadi dell'Asia centrale che migrarono verso ovest e formarono nuovi raggruppamenti tribali nelle steppe pontiche e caspiche; il loro successo nell'espansione verso l'Europa orientale avvenne grazie allo sviluppo della pastorizia nomade a cavallo e all'adozione di armi efficaci adatte alla guerra equestre da parte di questi nomadi. Le culture steppiche a cui appartenevano i Cimmeri influenzarono a loro volta le culture dell'Europa centrale, come quella di Hallstatt, e gli stessi Cimmeri vivevano nella steppa situata a nord del Mar Caspio e a ovest del fiume Araxēs, mentre la regione della steppa pontica fino al Mar D'Azov era invece abitata dagli Agathyrsi, che erano un'altra tribù nomade iraniana imparentata con i Cimmeri.
I Cimmeri sono menzionati per la prima volta nell'VIII secolo a.C. nell'Odissea di Omero come un popolo che viveva al di là dell'oceano, in una terra permanentemente priva di luce solare ai confini del mondo e vicino all'ingresso dell'Ade; questa menzione è poetica e non contiene informazioni affidabili sui veri Cimmeri. Il racconto di Omero potrebbe tuttavia aver utilizzato come fonte la storia degli Argonauti, che a sua volta si concentrava sul regno della Colchide, ai cui confini orientali vivevano i Cimmeri nell'VIII secolo a.C.  Ciò corrisponde alle testimonianze del VI secolo a.C. di Aristea di Proconneso e ai successivi scritti di Erodoto di Alicarnasso, secondo i quali i Cimmeri vivevano nella steppa a nord del Mar Caspio, con il fiume Araxēs che costituiva il loro confine orientale e li separava dagli Sciti, anche se alcune tribù degli Sciti, una tribù nomade iraniana che viveva in Asia centrale e che era imparentata con i Cimmeri, nomadizzavano nella steppa del Caspio lungo i Cimmeri. I Cimmeri, quindi, non hanno mai costituito la massa della popolazione della steppa pontica e né Aristea né Esiodo li hanno mai registrati come abitanti di questa zona.

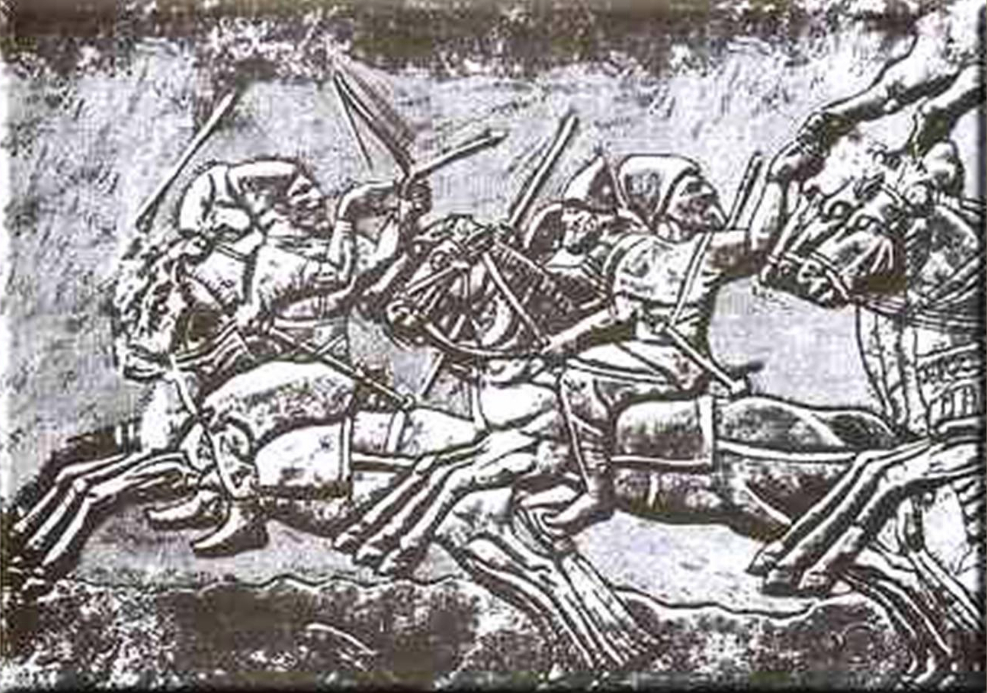
Rilievo assiro che rappresenta i Cimmeri

In archeologia con il termine Cimmeri viene designato un insieme di tribù, probabilmente affini agli iranici delle steppe, che, come narra Erodoto, furono scacciate dagli Sciti dalla loro primitiva sede a nord del Mar Nero. Ipotesi recenti ritengono possa trattarsi della popolazione che sviluppò la Cultura di Srubna nella tarda età del bronzo (XVI-IX secolo a.C.). Pare che la parte occidentale sia confluita nei Traci, mentre altri devastarono l'Anatolia ed il Vicino Oriente dalla metà dell'VIII al VII secolo a.C. ed infine furono sconfitti dagli Assiri.

Tra l'VIII e il VII secolo a.C., i Cimmeri furono disturbati da un significativo movimento di nomadi della steppa eurasiatica: questo movimento iniziò quando la maggior parte degli Sciti migrò verso ovest attraverso il fiume Araxēs, sotto la pressione di un'altra tribù nomade iranica dell'Asia centrale, i Massageti o gli Issedoni, in seguito alla quale gli Sciti si spostarono nelle steppe del Caspio e del Caucaso, assimilarono la maggior parte dei Cimmeri e conquistarono il loro territorio, mentre il resto dei Cimmeri fu spostato e costretto a migrare verso sud, in Asia occidentale.
Sotto la pressione degli Sciti, i Cimmeri migrarono verso sud, in Asia occidentale. La storia raccontata dagli autori greci, secondo cui gli aristocratici cimmeri, non volendo lasciare le loro terre, si uccisero a vicenda e furono sepolti in un kurgan vicino al fiume Tyras, dopodiché solo i "plebei" cimmeri migrarono in Asia occidentale, è contraddetta dalla potenza dei Cimmeri secondo le fonti assire contemporanee alla loro presenza in Asia occidentale; Questa storia è quindi o un racconto popolare greco pontico che ha avuto origine dopo la scomparsa dei Cimmeri o una leggenda scita più tarda che riflette il motivo della scomparsa di antichi popoli perduti, molto diffuso nelle tradizioni popolari.
Vengono citati nelle cronache tardo-assire con il nome di Gimirrai, essendo menzionati insieme agli Ashguzai, probabilmente gli Sciti o Saci. È anche possibile che siano menzionati nell'Antico Testamento, nella tavola delle nazioni con il nome di Gomer, discendente di Jafet.
Gli Assiri percepivano una qualche affinità tra i Saci e i Cimmeri ed infatti chiamavano questi ultimi anche col nome di Saci Ugutumki, purtroppo dal significato non chiaro.
(Santo Mazzarino, Fra oriente e occidente. Ricerche di storia greca arcaica, p. 133)
L'espressione re dei Saka ugutumki è stata anche tradotta come "re dei Saka e di Gut(i)um", ossia dei Gutei  (Thompson e Mallowan, 1933).
Le migrazioni dei Cimmeri furono registrate negli annali assiri e il sovrano Sargon II fu ucciso in battaglia contro di loro nel 705 a.C.. Le testimonianze successive di questo popolo indicano la loro conquista della Frigia nel 696-695 a.C., che portò il re frigio Mida ad avvelenarsi prima di essere catturato. Nel 679 a.C., durante il regno di Esarhaddon di Assiria, attaccarono la Cilicia e Tabal sotto il loro nuovo capo Teushpa. Esarhaddon li sconfigge nei pressi di Hubushna (identificata provvisoriamente con la moderna Cappadocia).
Nel 654 o 652 a.C. - la data esatta non è chiara - i Cimmeri attaccarono il regno di Lidia, uccidendo il re lidio Gige e causando grandi distruzioni a Sardi, la capitale lidia. Tornarono dieci anni dopo, durante il regno del figlio di Gige, Ardis II, e questa volta conquistarono la città, ad eccezione della cittadella. La caduta di Sardi fu un duro colpo per le potenze della regione. I poeti greci Callino e Archiloco ricordano il timore che suscitò nelle colonie greche della Ionia, alcune delle quali vennero tormentate da razziatori cimmeri.
L'occupazione cimmerica della Lidia fu tuttavia breve, forse a causa di un'epidemia di peste. Tra il 637 e il 626 a.C. furono sconfitti da Aliatte II di Lidia, questa sconfitta segnò di fatto la fine del potere dei Cimmeri. Il termine Gimirri fu usato circa un secolo dopo nell'iscrizione di Behistun (515 a.C.) come equivalente babilonese dei saka persiani (Sciti), ma non ci sono menzioni successive dei Cimmeri in Asia e il loro destino finale è incerto. È stato ipotizzato che si siano stabiliti in Cappadocia, conosciuta in armeno come Gamir. Tuttavia, alcune tradizioni franche li collocano alla foce del Danubio.
I Cimmeri si trovano ancora più tardi nell'antichità. Nel 14 a.C., il generale romano Marco Vipsanio Agrippa, importante aiutante dell'imperatore Augusto, protesse gli abitanti della Crimea dall'attacco di un discendente di Mitridate VI.
Dai Cimmeri prende il nome la Crimea, un tempo nota come Cimmeria ed esisteva una colonia greca dal nome Cimmerico.

## Cronologia
- 721-715 a.C.: Sargon II menziona la terra di Gamir, vicino a Urartu.
- 714: suicidio di Rusa I di Urartu, dopo la sua sconfitta da parte di Assiri e Cimmeri.
- 705: Sargon II di Assiria muore durante una spedizione contro i Kulummu.
- 679/678: Gimirri - sotto la guida di Teushpa - invade l'Assiria da Hubuschna (Cappadocia?). Esarhaddon di Assiria li sconfigge in battaglia.
- 676-674: i Cimmeri invadono e distruggono la Frigia, raggiungendo la Paphlagonia.
- 654 o 652: Gige di Lidia muore in battaglia contro i Cimmeri. Sacco di Sardi; i Cimmeri e i Treres saccheggiano le colonie ioniche.
- 644: i Cimmeri occupano Sardi, ma si ritirano poco dopo.
- 637-626: i Cimmeri sono sconfitti da Aliatte II.
- 593-528: il profeta Ezechiele descrive Gomer; Ciro viene ucciso dallo scita Masageta.
- c. 515 a.C.: ultima testimonianza storica dei Cimmeri, nell'iscrizione di Behistun di Dario I il Grande

Si conoscono tre re: Teushpa, Tugdamme (noto anche ai greci come Lygdamis) e Sandakshatra. Teushpa e Sandakshatra sono di chiara derivazione iranica.

## Nel mito
(Omero)
Nel mito, i Cimmeri e la loro terra la Cimmeria, prendono diverse forme.

### Cimmeri omerici
Per Omero i Cimmeri sono gli abitanti di una mitica terra oltre l'Oceano - collocata forse nell'estremo settentrione - perennemente avvolta dalle nebbie, dove non arriva mai il sole. Su indicazione di Circe, Ulisse nel suo peregrinare per mare, vi si reca con i suoi compagni, per la nékyia (= l'evocazione dei morti). Infatti, giunto in quella terra inospitale e tetra, dopo aver celebrato un sacrificio in loro onore, Ulisse incontra le anime dei morti risalite dall'Erebo attirate dal sangue dei sacrifici eseguiti e interrogherà lo spettro dell'antico indovino Tiresia che gli rivelerà il suo futuro; incontrerà poi lo spettro di sua madre, Anticlea, che era morta di crepacuore durante la sua lunga assenza (ricevendo così per la prima volta notizie di quanto succedeva nella sua casa, messa in serio pericolo dall'avidità dei Proci); ed infine incontrerà ancora molti altri spiriti di uomini e donne illustri, tra i quali il fantasma di Agamennone che lo metterà al corrente del suo assassinio.

### Cimmeri flegrei
Strabone, parlando della nékyia omerica, cita lo storico Eforo il quale la metteva in relazione sia con la sede dei Cimmeri localizzata nella zona del Lago d'Averno, che con il connesso oracolo dei morti situato sotto terra nelle vicinanze dell'ingresso all'Ade. Di una città cimmeria collocata fra i laghi di Lucrino e di Averno ci parla Plinio; mentre Strabone - sempre citando Eforo - precisa che i Cimmeri vivevano in case sotterranee collegate fra di loro da gallerie, dove essi accoglievano anche gli stranieri che venivano ad interrogare l'oracolo dei morti, e che proprio grazie all'oracolo essi traevano parte del loro sostentamento, pare con una tariffa per le consultazioni fissata dal loro re.

### Sibilla Cimmeria
Riguardo alle Sibille, già Nevio nel suo Bellum Punicum aveva localizzato la sibilla Cimmeria nell'area della Cuma campana; ed anche Servio Mario Onorato porrà la Sibilla tra Baia e Cuma.
La coincidenza (Cimmeria -> Kymmeria -> <- Kyme <- Cumae) non è colta da Varrone, che nel suo catalogo di 12 Sibille distingue la (più antica) Sibilla Cimmeria dalla (più recente) Sibilla Cumana. In effetti la più antica connotazione toponomastica di origine greca "Cimmeria" (da Kyme) cadde in disuso dopo Nevio, facendo affermare la dizione latina "Cumana" (da Cumae); forse a questo cambiamento non è estranea l'adozione da parte di Cuma del latino come lingua ufficiale nell'anno 180 a.C.

### Secondo Ovidio
Nelle Metamorfosi (libro XI, 592) Ovidio descrive che, vicino al paese dei Cimmeri, c'è una spelonca, sede del dio Sonno.

## I Cimmeri nell'arte moderna
- In epoca moderna Johann Wolfgang von Goethe usa il termine Cimmeri per identificare i popoli del nord abituati alla nebbia e alla scarsa conoscenza della magnificenza della luce solare in contrapposizione ai popoli mediterranei; il paragone ritorna più volte nella sua opera Viaggio in Italia.
- Nel Novecento Italo Calvino nel suo romanzo Se una notte d'inverno un viaggiatore assegna al professor Uzzi-Tuzii la cattedra di letteratura cimmeria e parla della scomparsa improvvisa e vagamente misteriosa della cultura cimmeria. Con un artificio anacronistico Calvino colloca le vicende finali dei Cimmeri in corrispondenza della seconda guerra mondiale, in un'area prossima alla Polonia, collegandole a quelle altrettanto anacronistiche dei Cimbri. Dopo la seconda guerra mondiale il popolo Cimmerio sarebbe stato inglobato nella neonata (e ovviamente inventata dall'autore) Repubblica Popolare Cimbrica, responsabile dell'annientamento della cultura cimmeria.
- Robert E. Howard descrive la Cimmeria come uno dei regni dell'estremo nord, terra di origine di Conan, il protagonista dei suoi romanzi dell'Era Hyboriana.